# Футбол в Португалии

## История
Футбол был завезён в страну в конце XIX века португальскими студентами, вернувшимися из Англии. Гильерме Пинто Басто представил новую игру в октябре 1888 года и организовал первый матч в январе 1889 года между португальцами и англичанами. Хозяева выиграли 2:1. Португало-британским противостоянием футбол начал привлекать внимание высших слоёв общества. Игра начала набирать популярность, ей начали заниматься в колледжах, по всей стране создавались клубы. До конца века были основаны «Clube Lisbonense», «Carcavelos Sport Club», «Braço de Prata», «Real Ginásio Clube Português», «Estrela Futebol Clube», «Futebol Académico», «Campo de Ourique», «Oporto Cricket» и «Sport Clube Vianense».
Первый матч между Лиссабоном и Порту прошёл в 1894 году. На игре присутствовал король Португалии Карлуш I.
«Clube Internacional de Futebol», основанный в 1902 году, был первым португальским клубом, который провёл матч за границей. В Испании португальцы победили Мадридский футбольный клуб.

## Клубный футбол
Основная борьба во внутреннем чемпионате разворачивается между тремя клубами: «Порту», «Бенфикой» и «Спортингом». Кроме трёх грандов, чемпионат Португалии выигрывали ещё два клуба: «Белененсеш» в 1946 и «Боавишта» в 2001 году.

## Национальная сборная

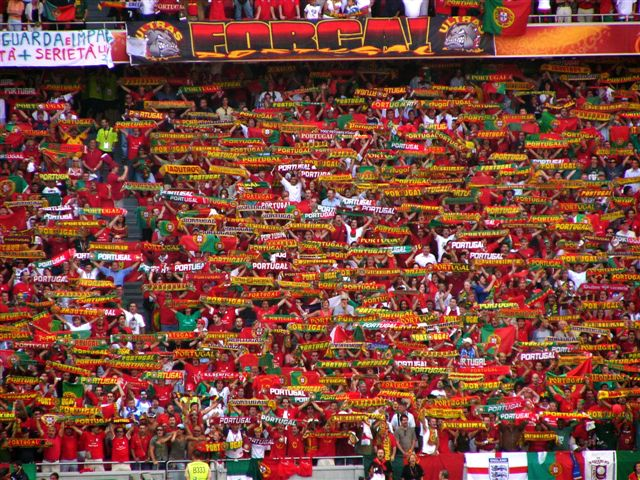
Португальские болельщики поддерживают сборную Португалии на чемпионате Европы-2004

Наивысшее место сборной Португалии в Рейтинге ФИФА — 4-е, было достигнуто в марте 2001 года, самое низкое место — 43-е, в 1998 году.
В 2004 году Португалия принимала чемпионат Европы, где проиграла в финале сборной Греции. В 2016 году сборная выиграла европейское первенство, где в финале турнира была одержана победа над сборной Францией. Дважды португальцы достигали полуфиналов чемпионата мира — в 1966 и 2006 годах.